# Ckla
Ckla este un sat din comuna Bar, Muntenegru. Conform datelor de la recensământul din 2003, localitatea are 104 locuitori (la recensământul din 1991 erau 301 locuitori).

## Demografie
În satul Ckla locuiesc 86 de persoane adulte, iar vârsta medie a populației este de 43,2 de ani (42,8 la bărbați și 43,6 la femei). În localitate sunt 30 de gospodării, iar numărul mediu de membri în gospodărie este de 3,47.
|  |

| Demografie | Demografie | Demografie |
| An         | Locuitori  | Locuitori  |
| ---------- | ---------- | ---------- |
|            |            |            |
|            |            |            |
|            |            |            |
|            |            |            |
| 1948       | 179        |            |
| 1953       | 193        |            |
| 1961       | 243        |            |
| 1971       | 285        |            |
| 1981       | 291        |            |
| 1991       | 301        | 171        |
| 2003       | 314        | 104        |

| \| Componența etnică conform recensământului din 2003[2] \| Componența etnică conform recensământului din 2003[2] \| Componența etnică conform recensământului din 2003[2] \| Componența etnică conform recensământului din 2003[2] \| Componența etnică conform recensământului din 2003[2] \| \| ----------------------------------------------------- \| ----------------------------------------------------- \| ----------------------------------------------------- \| ----------------------------------------------------- \| ----------------------------------------------------- \| \| \| \| \| \| \| \| Albanezi \| Albanezi \| \| 103 \| 99,03% \| \| necunoscută \| necunoscută \| \| 1 \| 0,96% \| |             |  |     |        |
| Componența etnică conform recensământului din 2003 |             |  |     |        |
| |             |  |     |        |
| Albanezi | Albanezi    |  | 103 | 99,03% |
| necunoscută | necunoscută |  | 1   | 0,96%  |